# Marsova atmosfera
Marsova je atmosfera rijetka u usporedbi sa Zemljinom. Tlak u području srednje površinske razine iznosi 7 mbar (oko 150 je manji nego na Zemlji na razini mora). No, u razno doba godine i na raznim mjestima mjeri se od 1 do 10 mbar. Marsova atmosfera se sastoji uglavnom od ugljičnog dioksida (95,32%), uz male primjese drugih elemenata: dušika (2,7%), argona (1,6%), kisika (0,13%) i neona (0,00025%). Također sadrži i vodenu paru (0,03%), a u polarnim krajevima je nađen ozon.  
Prosječna izmjerena temperatura na Marsovoj površini je -63°C, s maksimumom od 20°C i minimumom od -143°C. Najtoplija su područja oko ekvatora i u subsolarnoj točki zato što temperatura tla ovisi o kutu upada Sunčevih zraka i često varira jer je rijetka atmosfera slab toplinski spremnik. Na polovima temperatura zimi ne prelazi -113°C, a pada i do -153°C što je dovoljno da CO2 kondenzira. Tada dio atmosferskog CO2 prelazi u polarnu kapu što dovodi do naglog pada tlaka na tom području i zrak s čitavog globusa struji prema tom polu. Temperaturne razlika između svjetlijih i tamnijih područja, odnosno tla i atmosfere, uvjetuju miješanje atmosfere. Vjetrovi, koji su pri tlu brzine 10 m/s, podižu čestice prašine do 50 km uvis i prenose ih na udaljenosti od više tisuća kilometara. Vjetrovi dostižu brzine do 100 m/s, izazivajući godišnje stotinjak pješčanih oluja koje, kada je Mars u perihelu, a vjetar i temperatura u svom maksimumu, mogu prekriti cijeli planet prašinom. Pješčane oluje dovode do zanimljivog učinka „anti-staklenika“ odnosno velike količine prašine u atmosferi ne dopuštaju Sunčevoj svjetlosti da neoslabljena prodre do površine, a propuštaju toplinsko zračenje Marsove površine koja se hladi, dok se viši dijelovi atmosfere zagrijavaju.  
Atmosferski tlak na vrhu varira od 5 do 8% normalnog tlaka atmosfere (oko 33 Pa). Unatoč rijetkoj atmosferi, još uvijek se mogu naći veće količine prašine u atmosferi i ugljikov dioksid se može smrznuti. Na tim visina nisu mogući oblaci od ledenih kristala. Zbog slabije gravitacije, Marsova atmosfera se proteže kao i Zemljina, do oko 200 km visine, unatoč 150 puta manjem tlaku.  
Atmosfera je puna zrnaca prašine i stoga nam se Mars čini žutosmeđ. Na Marsu postoji smorac i kopnenjak, ali ne u doslovnom smislu jer nema mora, strujanje se javlja zbog diferencijalnog zagrijavanja dijelova površine. Na malim geografskim širinama dominira Hadleyjeva ćelija, poznata i nama na Zemlji, koja producira pasate, dok se u većim širinama javljaju područja niskog i visokog tlaka slična zemaljskim ciklonama. Na Marsu ne pada kiša, no postoji teorija o snijegu od kristalića ugljičnog dioksida.

## Atmosferski bijeg
Prema podacima NASA-ine misije MAVEN (Mars Atmosphere and Volatile Evolution), koja se bavi istraživanjem gornjih dijelova Marsove atmosfere, ionosfere i magnetosfere, znanstvenici su zaključili da je uloga sunčevog vjetra bila presudna u lišavanju Marsa njegove atmosfere. Mjerenja MAVEN-a pokazuju da sunčev vjetar raspršuje plin po stopi od oko 100 grama svake sekunde.
Prema podacima koje je sonda prikupila u prvih šest mjeseci istraživanja Marsove atmosfere, sunčev vjetar koji putuje brzinama od gotovo dva milijuna kilometara na sat prilikom obilaska oko Marsa stvara svojevrstan udarni val sličan onome kakav nastaje tijekom leta nadzvučnih aviona. Taj udarni val ubrzava ione u gornjim dijelovima atmosfere do brzina koje su dovoljne da se otmu utjecaju Marsove gravitacije.

## Plavo nebo Marsa
Mars je okružen tankim slojem ugljikovog dioksida koji na površini stvara tlak od tek 6,1 milibara. Za usporedbu, prosječni atmosferski tlak na razini Zemljinih mora iznosi oko 1013 milibara. Na nebeskim tijelima bez atmosfere, poput Mjeseca ili Merkura, suton traje onoliko koliko Suncu treba da nestane ispod obzora. Čim Sunce u potpunosti zađe, nastane skoro potpuni mrak, narušen tek blijedim sjajem zvijezda i planeta (sjaj Zemlje viđene s Mjeseca može biti itekako jak!). Na Zemljinim umjerenim zemljopisnim širinama, pak, s ovom gustoćom i sastavom atmosfere, sutoni mogu trajati po približno pola sata. Bilo je stoga za očekivati da će sutoni na Marsu, gdje atmosfera sama puno slabije raspršuje Sunčevu svjetlost, trajati puno kraće od Zemljinih ili tek nešto duže od onih na bezzračnim tijelima. Ali na tome planetu atmosfera ima jedan važan sveprisutni sastojak koji nije plinovit, ali koji znatno pridonosi raspršenju svjetlost i koji produžava Marsove sutone na cijela dva sata. Taj sastojak jest fina prašina, podignuta u zrak lokalnim, regionalnim, a ponekad čak i globalnim pješčanim olujama.
Prolazeći kroz proziran medij, svjetlost se uvijek na neki način mijenja, prije svega u pogledu pravca gibanja. Zemljina atmosfera, sa svojim sastavom i gustoćom, izaziva raspršenje Sunčevog svjetla najizraženije u njegovim najkraćim valnim duljinama: plavim i ljubičastim. Zapravo, s raspršenjem je uvijek tako i ono je obrnuto razmjerno četvrtoj potenciji valne duljine. No, kako Sunce inače slabije odašilje ljubičaste boje i kako kisik u atmosferi upija dio tih i ultraljubičastih frekvencija, nebo nam ostaje obojenim dobro znanim plavim nijansama. Pogledamo li s površine Zemlje pravo prema Suncu golim okom (nakratko!) ili kroz teleskop sa solarnim filtrom, opazit ćemo svjetlo koje se nije u velikoj mjeri raspršilo – ono žute boje. Odatle i dojam da je naša zvijezda žućkasta.
Međutim, kada se Sunce nađe blizu obzoru i kada svjetlost iz njega zbog toga mora prolaziti kroz puno deblji sloj atmosfere, raspršenje se osjetno pojača i skoro svo plavo svjetlo bude uklonjeno iz vidokruga promatrača. Nebom zavladaju narančaste i crvenkaste nijanse, svojstvene sutonima našeg planeta. Prašina koja se zatekne u atmosferi (primjerice ljeti), može značajno pridonijeti tom crvenjenju neba. Na Marsu stvari izgledaju naopako. Tijekom dana, dok je Sunce visoko na nebu, čestice prašine u visini upijaju plavu svjetlost i raspršuju duže valne duljine. Nebo tako poprima za naše oko ne osobito privlačne prljavo crvene nijanse. Ali kada je Sunce Marsa nisko nad obzorom – pri izlasku ili pri zalasku – ta ista prašina rasprši svjetlo tako da oko Sunca oblikuje plavičastu aureolu hladnog sjaja. Valja znati da nebo je na Marsu plavo samo u suton.